# Snödrottningorkidé
Snödrottningorkidé (Coelogyne cristata) är en epifytisk orkidé som kommer från svala och fuktiga områden i östra Himalaya och Vietnam. Där blommar den innan snön smält bort och därför kallas den snödrottningorkidé på svenska. Släktnamnet Coelogyne kommer från grekiskans koilos ("ihålig") och gyne ("kvinna") och syftar på pistillen. Artnamnet cristata kommer från crista ("kam") och syftar på blommans läpp.

## Beskrivning
Snödrottningen har många, korta stjälkar där de doftande blommorna sitter. Blommorna är upp till 8 centimeter i diameter och snövita med en gul fläck på läppen. Snödrottningorkidén blommar på vintern. Bladen är djupgröna, smala och mellan 10 och 15 centimeter långa. Bulberna är valnötsstora.  

## Odling och skötsel
Som krukväxt kräver denna orkidé mycket ljus, dock inte direkt solljus. Den vill gärna stå svalare än normal rumstemperatur; mellan 16 och 18°C på dagen och 12°C på natten. På sommaren kan den gärna få stå i halvskugga utomhus. Är temperaturen för hög kommer den inte att blomma. Under växtperioden vattnas den rikligt och eftersom den kräver hög luftfuktighet skall den duschas ofta med kalk- och natriumfattigt vatten. Efter blomningen minskas vattningen för att upphöra helt då växten vilar. Snödrottningen skall inte tillföras någon flytande näring. Eftersom den är en epifyt klarar den sig med mycket lite näring.
När snödrottningorkidén börjar växa igen, på våren efter viloperioden, kan den omplanteras i poröst och fiberrikt material, så kallat orkidésubstrat. Den skall dock inte planteras om förrän krukan är fylld av rötter. Förökning sker genom delning, men det kan det vara svårt att lyckas med.